# محمد علي (كاتب)
محمد علي (1874 - 13 أكتوبر 1951) كان كاتب وباحث هندي والمؤسس الرئيسي للحركة الأحمدية في لاهور .

## روابط خارجية
- Online Quran Project includes the Qur'an translation by Maulana Muhammad Ali.
- Selection of Maulana Muhammad Ali works available online نسخة محفوظة 6 ديسمبر 2021 على موقع واي باك مشين.
- List of Books by Maulana Muhammad Ali